# Darul Makmur Stadium
Das Darul Makmur Stadium ist ein multifunktionelles Stadion in Kuantan, Pahang, Malaysia. Es wird für Fußballspiele und Leichtathletikveranstaltungen verwendet und hat eine Kapazität von 40.000 Plätzen. Es hat eine Tartanbahn rund um das Spielfeld.
Das Stadion wurde 1970 eröffnet. Durch die Renovierung 1995 wurde die Kapazität erhöht, weil Kuantan die Sukma Games 1996 und 2012 beheimatete.
Das Darulmakmur Stadium ist das Heimstadion des Pahang FA in der Malaysia Super League und des Kuantan FA. Zudem wurden hier Spiele der Junioren-Fußballweltmeisterschaft 1997 ausgetragen.